# Blagaj (Mostar)
Pour les articles homonymes, voir Blagaj.
Blagaj (en cyrillique : Благај) est un village de Bosnie-Herzégovine. Il est situé sur le territoire de la ville de Mostar, dans le canton d'Herzégovine-Neretva et dans la fédération de Bosnie-et-Herzégovine. Selon les premiers résultats du recensement bosnien de 2013, il compte 2 684 habitants.
L'ensemble naturel et architectural du village est inscrit sur la liste des monuments nationaux de Bosnie-Herzégovine et est proposé par le pays pour une inscription sur la liste du patrimoine mondial de l'UNESCO.

## Géographie
Blagaj est situé en bordure de la plaine de Bišće, au sud-est du bassin de Mostar. Elle constitue un ensemble à la fois urbain et rural. Le village est entouré par ceux de Dračevice au nord, Lakševine et Kosor à l'ouest et Malo Polje au sud ; à l'ouest, il se trouve à proximité de la limite avec la république serbe de Bosnie.
Sur le territoire du village se trouve la source de la rivière Buna, un affluent de la Neretva ; le site est inscrit sur la liste des réserves de paysages naturels de Bosnie-Herzégovine.

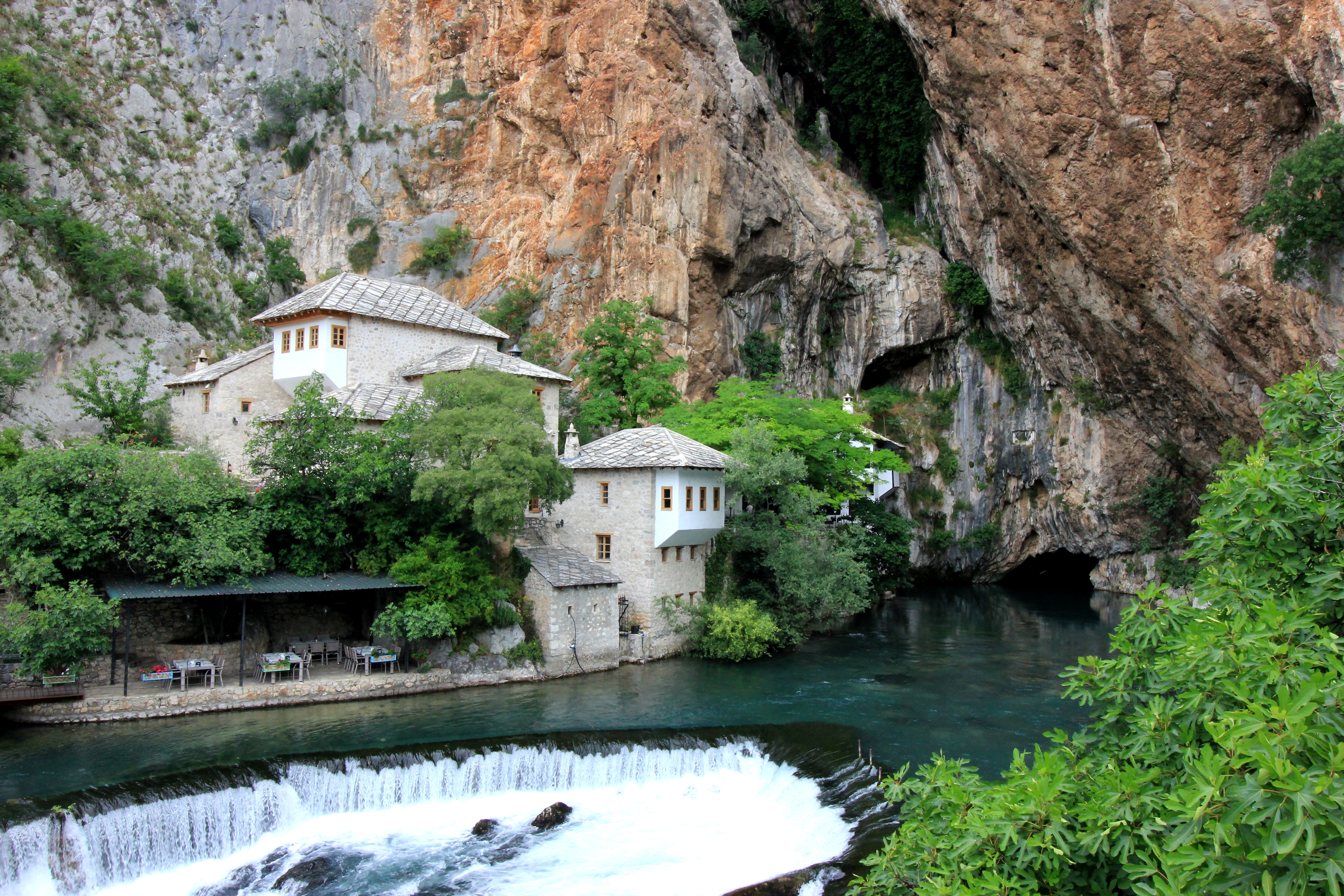
La source de la Buna avec la tekke de Blagaj

Depuis 1965, la grotte de Ševrljica est inscrite sur la liste des monuments naturels géo-morphologiques, et la Grotte verte (Zelena pećina) à la fois sur celle des monuments naturels paléontologiques et (avec son site archéologique) sur celle des monuments nationaux.

## Démographie

### Évolution historique de la population
| 1948 | 1953 | 1961  | 1971  | 1981  | 1991  | 2013  |
| ---- | ---- | ----- | ----- | ----- | ----- | ----- |
| -    | -    | 1 117 | 1 233 | 1 523 | 1 804 | 2 684 |

|  |

### Communauté locale
En 1991, la communauté locale de Blagaj comptait 4 011 habitants, répartis de la manière suivante :